# Набеглави (минеральная вода)
«Набегла́ви» (груз. ნაბეღლავი) — минеральная вода, источник находится на бальнеологическом курорте в районе села Набеглави Чохатаурского муниципалитета Грузии.

## История
Розлив минеральной воды «Набеглави» был начат в 1958 году, после создания в экологически чистой местности села Набеглави санатория. К тому времени объёмы производства воды были невелики, а территория распространения — ограничена. Коммерческий розлив возобновился в 1997 году, после создания грузино-швейцарской компании Healthy Water.
По вкусу и химическому составу (по содержанию бикарбоната натрия) «Набеглави» близка к более известной грузинской минеральной воде «Боржоми».
Свою продукцию «Набеглави» поставляет в 30 стран мира, в том числе в страны Евросоюза, СНГ, Азии, Ближнего Востока и Северной Америки. На 2019 год доля России в экспорте компании «Набеглави» составляет около 5-7 %.